# Szpasszkojei járás
A Szpasszkojei járás (oroszul Спа́сский райо́н) Oroszország egyik járása a Nyizsnyij Novgorod-i területen. Székhelye Szpasszkoje. Lakosainak száma 9759 fő (2021).

## Népesség
- 1989-ben 16 204 lakosa volt.
- 2002-ben 13 533 lakosa volt, akik főleg oroszok és tatárok.
- 2010-ben 10 998 lakosa volt, melynek 78,8%-a orosz, 18,6%-a tatár, 1,6%-a csuvas.

A járás népessége az alábbiak szerint alakult:
| Lakosok száma | 50 558 | 25 005 | 16 204 | 11 575 | 10 998 | 10 415 | 9958 | 9698 | 9225 | 9759 |
|               | 1939   | 1970   | 1989   | 2008   | 2010   | 2013   | 2015 | 2017 | 2019 | 2021 |